# Kazimierzówka (województwo lubelskie)
Kazimierzówka – kolonia w Polsce położona w województwie lubelskim, w powiecie lubelskim, w gminie Głusk.
Nazwa pochodzi prawdopodobnie od imienia Kazimierz. Graniczy z miejscowościami Wilczopole, Kalinówka i Krępiec oraz miastem Świdnik. W 1933 roku wieś, pod nazwą Kaźmierzówka, stała się gromadą wchodzącą w skład gminy Mełgiew. Po II wojnie światowej weszła w skład gminy Głusk.
W latach 1975–1998 miejscowość administracyjnie należała do ówczesnego województwa lubelskiego.
Kolonia stanowi sołectwo gminy Głusk. Według Narodowego Spisu Powszechnego z roku 2011 liczyła 422 mieszkańców.
We wsi stał w XX w. przeniesiony z lubelskich Bronowic drewniany kościół z XVIII w. Część wyposażenia zachowano w nowym kościele, ukończonym w 1992.